# Едвард Сміт
Едвард Сміт — англійський емігрант у США, грабіжник банку.
В 1827 році емігрував з родиною до США. Освіта середня, в США працював найманим різноробочим. Став відомим завдяки тому, що 19 березня 1831 року здійснив перше офіційно відоме пограбування банку в історії США. Він викрав із City Bank of New York 245000 доларів — гігантську на ті часи суму.
Процес був показовим, Сміта засуджено до 12 років ув'язнення з конфіскацією майна.